# Mikhail Tugan-Baranovski
Mikhail Tugan-Baranovski - (Kharkiv, 1865 - Odessa, 1919) foi um político, economista e historiador ucraniano, o mais importante economista pré-revolucionário russo e ucraniano. É autor de numerosas obras sobre a teoria do valor, a distribuição do rendimento social, a história de desenvolvimento gerencial, e os fundamentos da  atividades gerenciais em cooperativas. Foi ministro de Finanças da Ucrânia (1917-1918) durante o efêmero governo menchevique. Socialista, embora crítico dos populistas russos, afirmava que era possível o desenvolvimento do capitalismo no Império Russo, posicionando-se ao lado Piotr Struve, Nikolai Berdyaev, Sergei Bulgakov e Simeon Frank, um grupo de intelectuais marxistas que Lênin e outros chamavam ironicamente de "marxistas legais". 
Tugan-Baranovski também criticava a teoria marxista da mais-valia. Em As crises industriais na Inglaterra, expôs sua  teoria das crises (mais conhecida como teoria da desproporção), segundo a qual as crises seriam provocadas pela desproporção entre investimento, poupança e consumo.
É creditada a Tugan-Baranovski a apresentação da hipótese de ciclos longos de desenvolvimento capitalista. Ele foi, aliás, professor de Nikolai Kondratiev, o principal sistematizador da teoria dos ciclos econômicos. 

## Vida e pensamento
Nasceu na aldeia de Solonom, governorato de Kharkov. Por parte do pai descendia dos tártaros Lipka, colonos do século XIV, a Lituânia (nome completo - Tugan-Mirze-Baranovsky). Sua mãe era uma ucraniana étnica da região de Poltava. 
Tugan-Baranovski graduou-se em Matemática e Economia no Departamento de Direito da Universidade de Kharkiv, completando seus estudos na Inglaterra (1892). Em seu primeiro trabalho científico publicado (no jornal Yuridicheskiy Vestnik), "O estudo da utilidade marginal dos bens de consumo como a razão para o seu valor" (Uchenie o predel'noi poleznosti khoziaystvennykh blag kak tsennosti Ikh prichina), criticava teoria do valor-trabalho e a utilidade marginal.
Também escreveu várias notas biográficas sobre vida de Proudhon e John Stuart Mill. Por sua publicação de Crises Industriais na Inglaterra contemporânea (1894),  Tugan-Baranovski recebeu o título de Magister em Economia Política da Universidade de Moscou em 1894. Em 1895 se tornou um membro da Associação Livre Economia, da qual se tornou presidente em 1896. 
Em 1895, Tugan-Baranovski tornou-se Privatdozent (professor não remunerado) de Economia Política, na Universidade de São Petersburgo, de onde foi demitido em 1899 por seus pontos de vista liberais. Nessa época, foi publicado seu trabalho A Fábrica russa no passado e no presente, pelo qual, em 1898, obteve seu doutorado da Universidade de Moscou. Somente em 1905 voltaria a ser  Privatdozent.
Sua eleição para a cadeira de economia política, em 1913, foi vetada pelo Ministro da Educação. Reeleito em 1917, ele não aceitou a sua nomeação, mas retornou à sua Ucrânia. Tornou-se acadêmico, decano da Faculdade de Direito de Kiev, presidente das cooperativas ucranianas, presidente da Associação Econômica da Ucrânia e, por um curto período,  Ministro das Finanças, em meio à crise e à guerra civil. 
Morreu em 1919, a caminho de Odessa, a bordo de um navio para a França. É tido como o mais original dos economistas russos da sua geração. Contudo, na União Soviética, era conhecido principalmente como "marxista legal" - um oponente de marxismo leninista. Assim, nas décadas seguintes, poucos russos e ucranianos tiveram a oportunidade de estudar suas obras, embora tenham sido reimpressas na antiga URSS.

## Teoria
Tugan também escreveu uma obra importante analisar a história da fábrica na Rússia que utilizem fontes de história legislativa e de negócios, uma conta lidos dos princípios da economia política, e um estudo de instituições cooperativas. Além disso, Tugan fez contribuições notáveis para a teoria social, economia monetária, as concepções do planejamento socialista, e a história da Economia.
Como um dos principais membros do grupo  "marxista legal", Tugan-Baranovski tentou reformar o marxismo ortodoxo russo, acrescentando uma grande dose de ética neo-kantiana, juntamente com elementos de Economia Política Clássica britânica e um traço da Escola Histórica Alemã. 
Na teoria econômica, sua obra mais significativa foi Crises Industriais na Inglaterra Contemporânea (1894), pioneira no  descrição empírica detalhada dos ciclos econômicos - juntamente com a preocupação das suas consequências sociais - ao lado de uma explicação teórica que combina a má distribuição de renda, desproporção entre os ramos industriais e uma analogia à mecânica do motor a vapor. Esta abordagem influenciou teóricos ocidentais da Macroeconomia, tais como John Maynard Keynes, Robertson Dennis e Michael Kalecki.
Até o fim de sua vida, Tugan-Baranovski manteve um interesse especial pela agricultura e pelo cooperativismo. Um de seus últimos artigos profeticamente chama a atenção para o efeito da redistribuição igualitária de terras de 1917-1918 sobre a comercialização de gêneros alimentícios.

## Principais Obras
- 1894. Promyshlennye v Krizisy sovremennoi Anglii Industrial [Crises Industriais  na Inglaterra contemporânea]. São Petersburgoo.

- 1898. Fabrika Russkaia v nastoiashchem i proshlom [A fábrica na Rússia, passado e presente]. São Petersburg.

- 1905. Teoreticheskie marksizma osnovy [Os fundamentos teóricos do marxismo]. São Petersburgo.

- 1906. Sotsializm Souremennyi v razuitii svoem istoricheskom. [Socialismo moderno em seu desenvolvimento histórico]

- 1914a. Kooperativov Priroda Ekonomicheskaia i klassifikatsiia Ikh [A natureza econômica das cooperativas e sua classificação]. Moscou.

- 1914b. Ocherki iz noveishei istorii proliticheskoi ekonomii i sotsializma [Contornos da recente história política da economia e do socialismo]. São Petersburgo.

- 1917. Osnovy politicheskoi ekonomii [Fundamentos da economia política]. Petrogrado.

- 1918. Sotsializm kak polozhitelnoe uchenie [O socialismo como um aspecto positivo]. Petrogrado.